# Fußballclub Bayer 05 Uerdingen 1988-1989
Questa voce raccoglie le informazioni riguardanti il Fußballclub Bayer 05 Uerdingen nelle competizioni ufficiali della stagione 1988-1989.

## Stagione
Nella stagione 1988-1989 il Bayer Uerdingen, allenato da Rolf Schafstall, concluse il campionato di Bundesliga al 13º posto. In Coppa di Germania il Bayer Uerdingen fu eliminato ai quarti di finale dal Bayer Leverkusen.

## Rosa
| N. |                      | Ruolo | Calciatore          |
| -- | -------------------- | ----- | ------------------- |
|    | Germania (bandiera)  | P     | Siegfried Grüninger |
|    | Germania (bandiera)  | P     | Manfred Kubik       |
|    | Germania (bandiera)  | D     | Torsten Chmielewski |
|    | Germania (bandiera)  | D     | Michael Dämgen      |
|    | Germania (bandiera)  | D     | Holger Fach         |
|    | Germania (bandiera)  | D     | Wolfgang Funkel     |
|    | Germania (bandiera)  | D     | Matthias Herget     |
|    | Germania (bandiera)  | D     | Gerhard Kleppinger  |
|    | Germania (bandiera)  | D     | Dietmar Klinger     |
|    | Germania (bandiera)  | D     | Stephan Paßlack     |
|    | Germania (bandiera)  | D     | Frank Thommessen    |
|    | Danimarca (bandiera) | C     | Jan Bartram         |
|    | Germania (bandiera)  | C     | Christian Dondera   |

| N. |                        | Ruolo | Calciatore        |
| -- | ---------------------- | ----- | ----------------- |
|    | Germania (bandiera)    | C     | Friedhelm Funkel  |
|    | Germania (bandiera)    | C     | Manfred Hellmann  |
|    | Germania (bandiera)    | C     | Frank Kirchhoff   |
|    | Ungheria (bandiera)    | C     | Csaba László      |
|    | Germania (bandiera)    | C     | Darius Scholtysik |
|    | Germania (bandiera)    | C     | Horst Steffen     |
|    | Germania (bandiera)    | C     | Thomas Stickroth  |
|    | Germania (bandiera)    | A     | Michael Klauß     |
|    | Germania (bandiera)    | A     | Stefan Kuntz      |
|    | Germania (bandiera)    | A     | Reinhold Mathy    |
|    | Paesi Bassi (bandiera) | A     | Angelo Nijskens   |
|    | Germania (bandiera)    | A     | Marcel Witeczek   |
|    | Germania (bandiera)    | A     | Stephan Wolff     |

## Organigramma societario
Area tecnica
- Allenatore: Rolf Schafstall
- Allenatore in seconda: Horst Wohlers
- Preparatore dei portieri:
- Preparatori atletici:

## Calciomercato

### Sessione estiva
| Acquisti | Acquisti            | Acquisti                | Acquisti |
| R.       | Nome                | da                      | Modalità |
| -------- | ------------------- | ----------------------- | -------- |
| C        | Jan Bartram         | Brøndby                 |          |
| C        | Christian Dondera   | Uerdingen 05 (juniores) |          |
| P        | Siegfried Grüninger | Monaco 1860             |          |
| C        | Manfred Hellmann    | Blau-Weiß Berlin        |          |
| A        | Michael Klauß       | Uerdingen 05 (juniores) |          |
| D        | Gerhard Kleppinger  | Borussia Dortmund       |          |
| A        | Angelo Nijskens     | Lokeren                 |          |
| D        | Stephan Paßlack     | Uerdingen 05 (juniores) |          |
| C        | Horst Steffen       | Uerdingen 05 (juniores) |          |
| C        | Thomas Stickroth    | Homburg                 |          |

| Cessioni | Cessioni          | Cessioni            | Cessioni |
| R.       | Nome              | a                   | Modalità |
| -------- | ----------------- | ------------------- | -------- |
| A        | Oliver Bierhoff   | Amburgo             |          |
| C        | Rudolf c          | Vikt. Aschaffenburg |          |
| D        | Werner Buttgereit | Bocholt             |          |
| C        | Robert Prytz      | Atalanta            |          |

### Sessione invernale
| Acquisti | Acquisti | Acquisti | Acquisti |
| R.       | Nome     | da       | Modalità |
| -------- | -------- | -------- | -------- |

| Cessioni | Cessioni | Cessioni | Cessioni |
| R.       | Nome     | a        | Modalità |
| -------- | -------- | -------- | -------- |

## Risultati

### Bundesliga

#### Girone di andata
| Arbitro: | Schmidhuber |

|             |           |             |
| Steiner 45’ | Marcatori | 54’ Steffen |

| Krefeld 30 luglio 1988, ore 15:30 CEST 2ª giornata | Bayer Uerdingen | 0 – 0 referto | Waldhof Mannheim | Grotenburg Stadion (8 000 spett.)\| Arbitro: \| Dellwing \| |
| Arbitro:                                           | Dellwing        |               |                  |                                                             |

| Arbitro: | Steinborn |

|                                 |           |                      |
| Witeczek 25’ Fach 43’ Mathy 56’ | Marcatori | 58’ Schwabl 87’ Sané |

| Arbitro: | Merk |

|          |           |           |
| Kree 72’ | Marcatori | 42’ Kuntz |

| Arbitro: | Umbach |

|                                          |           |          |
| Kuntz 18’, 25’ Kleppinger 21’ Funkel 43’ | Marcatori | 73’ Roth |

| Arbitro: | Mierswa |

|  |           |           |
|  | Marcatori | 42’ Kuntz |

| Krefeld 10 settembre 1988, ore 15:30 CEST 7ª giornata | Bayer Uerdingen | 0 – 0 referto | Stoccarda | Grotenburg Stadion (22 000 spett.)\| Arbitro: \| Theobald \| |
| Arbitro:                                              | Theobald        |               |           |                                                              |

| Arbitro: | Scheuerer |

|                              |           |  |
| Bein 19’ von Heesen 51’, 68’ | Marcatori |  |

| Arbitro: | Strigel |

|                                     |           |         |
| Funkel 16’ Steffen 46’ Nijskens 54’ | Marcatori | 4’ Kohr |

| Arbitro: | Neuner |

|                   |           |                           |
| Schreier 62’, 84’ | Marcatori | 11’ Stickroth 50’ Steffen |

| Krefeld 22 ottobre 1988, ore 15:30 CET 11ª giornata | Bayer Uerdingen | 0 – 0 referto | Borussia M'gladbach | Grotenburg Stadion (23 000 spett.)\| Arbitro: \| Schmidhuber \| |
| Arbitro:                                            | Schmidhuber     |               |                     |                                                                 |

| Arbitro: | Boos |

|                                           |           |                 |
| Kutzop 10’ (rig.) Neubarth 65’ Riedle 85’ | Marcatori | 15’ (aut.) Reck |

| Krefeld 5 novembre 1988, ore 15:30 CET 13ª giornata | Bayer Uerdingen | 0 – 0 referto | Borussia Dortmund | Grotenburg Stadion (11 000 spett.)\| Arbitro: \| Heitmann \| |
| Arbitro:                                            | Heitmann        |               |                   |                                                              |

| Arbitro: | Wittke |

|  |           |                                        |
|  | Marcatori | 29’, 83’ Fach 53’, 89’ Kuntz 86’ Mathy |

| Arbitro: | Werner |

|              |           |                                    |
| Nijskens 49’ | Marcatori | 60’ Wohlfarth 82’ Ekström 90’ Thon |

| Arbitro: | Zimmermann |

|                            |           |              |
| Hotić 17’, 90’ Vollmer 54’ | Marcatori | 12’ Nijskens |

| Krefeld 3 dicembre 1988, ore 15:30 CET 17ª giornata | Bayer Uerdingen | 0 – 0 referto | St. Pauli | Grotenburg Stadion (8 000 spett.)\| Arbitro: \| Birlenbach \| |
| Arbitro:                                            | Birlenbach      |               |           |                                                               |

#### Girone di ritorno
| Arbitro: | Strigel |

|           |           |            |
| Kuntz 78’ | Marcatori | 30’ Allofs |

| Arbitro: | Harder |

|                          |           |                                        |
| Dais 33’, 50’ Bührer 54’ | Marcatori | 23’ Kleppinger 28’ Witeczek 85’ Funkel |

| Arbitro: | Tritschler |

|            |           |  |
| Wagner 60’ | Marcatori |  |

| Arbitro: | Brehm |

|                                 |           |             |
| Funkel 10’ Bartram 62’ Fach 64’ | Marcatori | 81’ Leifeld |

| Arbitro: | Werner |

|  |           |                        |
|  | Marcatori | 27’ Hellmann 82’ Kuntz |

| Arbitro: | Matheis |

|  |           |                           |
|  | Marcatori | 18’, 59’ Spies 33’ Simmes |

| Arbitro: | Diekert |

|                         |           |                     |
| Allgöwer 43’ Walter 82’ | Marcatori | 20’ Herget 56’ Fach |

| Arbitro: | Merk |

|  |           |                         |
|  | Marcatori | 10’ Bein 82’ von Heesen |

| Arbitro: | Brehm |

|                     |           |  |
| Wuttke 30’ Kohr 61’ | Marcatori |  |

| Arbitro: | Föckler |

|                                |           |           |
| Kuntz 23’ Fach 60’ Steffen 90’ | Marcatori | 56’ Rolff |

| Arbitro: | Neuner |

|                                       |           |  |
| Winter 14’ Straka 62’ Hochstätter 63’ | Marcatori |  |

| Arbitro: | Amerell |

|                        |           |           |
| Mathy 28’ Witeczek 80’ | Marcatori | 51’ Meier |

| Arbitro: | Osmers |

|                                            |           |                             |
| Möller 15’ Strudal 33’ Rummenigge 54’, 66’ | Marcatori | 41’ (rig.) Funkel 55’ Kuntz |

| Arbitro: | Wittke |

|                                                                   |           |                         |
| Kuntz 3’, 9’ Funkel 30’ Witeczek 33’ Nijskens 75’, 85’ Herget 88’ | Marcatori | 35’ Groth 62’, 70’ Kohn |

| Arbitro: | Boos |

|                                             |           |  |
| Ekström 19’ Dorfner 25’, 75’ Flick 80’, 90’ | Marcatori |  |

| Arbitro: | Zimmermann |

|           |           |                           |
| Mathy 46’ | Marcatori | 9’ Schüler 22’, 32’ Hotić |

| Arbitro: | Schmidhuber |

|                                         |           |           |
| Golke 51’, 54’, 82’ Duve 61’ Zander 75’ | Marcatori | 78’ Kuntz |

### Coppa di Germania
| Arbitro: | Osmers |

|                    |           |                    |
| van der Pütten 17’ | Marcatori | 33’ Fach 67’ Mathy |

| Arbitro: | Assenmacher |

|                                                          |           |                                           |
| Stickroth 47’ Kuntz 51’, 64’ Funkel 93’ (rig.) Fach 100’ | Marcatori | 65’, 76’ Andersen 66’ Bakalorz 98’ Hobday |

| Arbitro: | Boos |

|             |           |                                              |
| Schacht 53’ | Marcatori | 41’ Mathy 72’ Bartram 88’ Kuntz 90’ Witeczek |

| Arbitro: | Umbach |

|                      |           |  |
| Schreier 5’ Waas 67’ | Marcatori |  |

## Statistiche

### Statistiche di squadra
| Competizione      | Punti | In casa | In casa | In casa | In casa | In casa | In casa | In trasferta | In trasferta | In trasferta | In trasferta | In trasferta | In trasferta | Totale | Totale | Totale | Totale | Totale | Totale | DR  |
| Competizione      | Punti | G       | V       | N       | P       | Gf      | Gs      | G            | V            | N            | P            | Gf           | Gs           | G      | V      | N      | P      | Gf     | Gs     | DR  |
| ----------------- | ----- | ------- | ------- | ------- | ------- | ------- | ------- | ------------ | ------------ | ------------ | ------------ | ------------ | ------------ | ------ | ------ | ------ | ------ | ------ | ------ | --- |
| Bundesliga        | 31    | 17      | 7       | 6       | 4       | 28      | 22      | 17           | 3            | 5            | 9            | 22           | 38           | 34     | 10     | 11     | 13     | 50     | 60     | -10 |
| Coppa di Germania | -     | 1       | 1       | 0       | 0       | 5       | 4       | 3            | 2            | 0            | 1            | 6            | 4            | 4      | 3      | 0      | 1      | 11     | 8      | +3  |
| Totale            | 31    | 18      | 8       | 6       | 4       | 33      | 26      | 20           | 5            | 5            | 10           | 28           | 42           | 38     | 13     | 11     | 14     | 61     | 68     | -7  |

### Andamento in campionato
| Giornata  | 1 | 2  | 3 | 4 | 5 | 6 | 7 | 8 | 9 | 10 | 11 | 12 | 13 | 14 | 15 | 16 | 17 | 18 | 19 | 20 | 21 | 22 | 23 | 24 | 25 | 26 | 27 | 28 | 29 | 30 | 31 | 32 | 33 | 34 |
| --------- | - | -- | - | - | - | - | - | - | - | -- | -- | -- | -- | -- | -- | -- | -- | -- | -- | -- | -- | -- | -- | -- | -- | -- | -- | -- | -- | -- | -- | -- | -- | -- |
| Luogo     | T | C  | C | T | C | T | C | T | C | T  | C  | T  | C  | T  | C  | T  | C  | C  | T  | T  | C  | T  | C  | T  | C  | T  | C  | T  | C  | T  | C  | T  | C  | T  |
| Risultato | N | N  | V | N | V | V | N | P | V | N  | N  | P  | N  | V  | P  | P  | N  | N  | N  | P  | V  | V  | P  | N  | P  | P  | V  | P  | V  | P  | V  | P  | P  | P  |
| Posizione | 8 | 10 | 7 | 6 | 4 | 3 | 3 | 5 | 4 | 4  | 4  | 6  | 8  | 5  | 7  | 7  | 7  | 9  | 7  | 11 | 8  | 7  | 9  | 8  | 10 | 11 | 9  | 10 | 10 | 11 | 9  | 10 | 11 | 13 |

Legenda:

Luogo: C = Casa; T = Trasferta. Risultato: V = Vittoria; N = Pareggio; P = Sconfitta.

### Statistiche dei giocatori
| Giocatore      | Bundesliga | Bundesliga | Bundesliga  | Bundesliga | Coppa di Germania | Coppa di Germania | Coppa di Germania | Coppa di Germania | Totale   | Totale | Totale      | Totale     |
| Giocatore      | Presenze   | Reti       | Ammonizioni | Espulsioni | Presenze          | Reti              | Ammonizioni       | Espulsioni        | Presenze | Reti   | Ammonizioni | Espulsioni |
| -------------- | ---------- | ---------- | ----------- | ---------- | ----------------- | ----------------- | ----------------- | ----------------- | -------- | ------ | ----------- | ---------- |
| J. Bartram     | 19         | 1          | 2           | 0          | 2                 | 1                 | 0                 | 0                 | 21       | 2      | 2           | 0          |
| T. Chmielewski | 17         | 0          | 1           | 0          | 3                 | 0                 | 1                 | 0                 | 20       | 0      | 2           | 0          |
| C. Dondera     | 0          | 0          | 0           | 0          | 0                 | 0                 | 0                 | 0                 | 0        | 0      | 0           | 0          |
| M. Dämgen      | 1          | 0          | 0           | 0          | 1                 | 0                 | 0                 | 0                 | 2        | 0      | 0           | 0          |
| H. Fach        | 31         | 6          | 5           | 0          | 3                 | 2                 | 2                 | 0                 | 34       | 8      | 7           | 0          |
| F. Funkel      | 30         | 2          | 3           | 0          | 3                 | 0                 | 0                 | 0                 | 33       | 2      | 3           | 0          |
| W. Funkel      | 32         | 4          | 9           | 0          | 3                 | 1                 | 1                 | 0                 | 35       | 5      | 10          | 0          |
| S. Grüninger   | 13         | 0          | 0           | 0          | 2                 | 0                 | 0                 | 0                 | 15       | 0      | 0           | 0          |
| M. Hellmann    | 9          | 1          | 1           | 0          | 1                 | 0                 | 0                 | 0                 | 10       | 1      | 1           | 0          |
| M. Herget      | 24         | 2          | 8           | 0          | 2                 | 0                 | 0                 | 0                 | 26       | 2      | 8           | 0          |
| F. Kirchhoff   | 11         | 0          | 1           | 0          | 1                 | 0                 | 0                 | 0                 | 12       | 0      | 1           | 0          |
| M. Klauß       | 1          | 0          | 0           | 0          | 0                 | 0                 | 0                 | 0                 | 1        | 0      | 0           | 0          |
| G. Kleppinger  | 34         | 2          | 3           | 0          | 3                 | 0                 | 2                 | 0                 | 37       | 2      | 5           | 0          |
| D. Klinger     | 26         | 0          | 3           | 1          | 3                 | 0                 | 2                 | 0                 | 29       | 0      | 5           | 1          |
| M. Kubik       | 22         | 0          | 1           | 0          | 2                 | 0                 | 0                 | 0                 | 24       | 0      | 1           | 0          |
| S. Kuntz       | 33         | 13         | 1           | 0          | 4                 | 3                 | 0                 | 0                 | 37       | 16     | 1           | 0          |
| C. László      | 0          | 0          | 0           | 0          | 0                 | 0                 | 0                 | 0                 | 0        | 0      | 0           | 0          |
| R. Mathy       | 31         | 4          | 4           | 1          | 4                 | 2                 | 1                 | 0                 | 35       | 6      | 5           | 1          |
| A. Nijskens    | 17         | 5          | 1           | 0          | 1                 | 0                 | 0                 | 0                 | 18       | 5      | 1           | 0          |
| S. Paßlack     | 0          | 0          | 0           | 0          | 0                 | 0                 | 0                 | 0                 | 0        | 0      | 0           | 0          |
| D. Scholtysik  | 5          | 0          | 0           | 0          | 3                 | 0                 | 1                 | 0                 | 8        | 0      | 1           | 0          |
| H. Steffen     | 33         | 4          | 0           | 0          | 3                 | 0                 | 0                 | 0                 | 36       | 4      | 0           | 0          |
| T. Stickroth   | 21         | 1          | 0           | 0          | 2                 | 1                 | 0                 | 0                 | 23       | 2      | 0           | 0          |
| F. Thommessen  | 1          | 0          | 0           | 0          | 1                 | 0                 | 1                 | 0                 | 2        | 0      | 1           | 0          |
| M. Witeczek    | 30         | 4          | 1           | 0          | 4                 | 1                 | 0                 | 0                 | 34       | 5      | 1           | 0          |
| S. Wolff       | 0          | 0          | 0           | 0          | 0                 | 0                 | 0                 | 0                 | 0        | 0      | 0           | 0          |